# Walter Borck
Walter Borck (* 1. Mai 1891 in Hamburg-Eimsbüttel; † 25. Dezember 1948 in Hamburg-Winterhude) war ein deutscher Fußballtorhüter, der für die A-Nationalmannschaft ein Länderspiel bestritten hatte.

## Karriere

### Vereine
Der in Hamburg-Eimsbüttel geborene Borck begann seine Fußballkarriere im Seniorenbereich 1907 als 16-jähriger Torwart beim HFC 1888 in Hamburg, dort wegen seines Alters anfangs „Baby“ genannt. Während seines Medizinstudiums trat er für die Fußballabteilung des MTV München von 1879 an und blieb dem Verein bis 1914 treu.
Noch während des Ersten Weltkrieges war er als Fußballspieler beim Duisburger SpV und beim Schweriner FC 03 aktiv. Von 1919 bis 1920 spielte er (jetzt als Dr. Borck) wieder für den Hamburger SV, wie dieser Verein nach einer Fusion jetzt hieß, in der Hamburger Liga, war anschließend noch Keeper der Reservemannschaft, ehe er nach Süddeutschland zurückkehrte. Von 1921 bis 1930 soll er für die Würzburger Kickers gespielt haben, die ersten zwei Jahre in der Kreisliga Nordbayern, bevor der Verein nach Jahren der Zweitklassigkeit 1930 in die reformierte und in Nord- und Südgruppe geteilte Bezirksliga Bayern zurückkehrte. Borck hielt aber 1922 noch in der HSV-Reserve und half gelegentlich in der 1. Mannschaft aus, inserierte auch als Facharzt in der hamburgischen Lokalpresse.

### Auswahl-/Nationalmannschaft
1911 gehörte er der Auswahlmannschaft des Verbandes Süddeutscher Fußball-Vereine an, die am 25. Mai im Finale um den Kronprinzenpokal der als deutlich stärker eingeschätzten Auswahl des Norddeutschen Fußball-Verbandes erst mit 2:4 nach Verlängerung unterlag.
Noch im selben Jahr kam er zu seinem einzigen Länderspiel für die A-Nationalmannschaft.
Für das am 17. Dezember 1911 erstmals in München ausgetragene Länderspiel gegen die Auswahl Ungarns erhielt Borck überraschenderweise den Vorzug, vor dem seinerzeitigen Stammtorhüter Adolf Werner. Vermutlich erfolgte die Nominierung einerseits, wegen des Heimvorteils, da auf dem Platz des MTV gespielt werden sollte, andererseits, aufgrund der überzeugenden Vorstellung im Finale um den Kronprinzenpokal ein halbes Jahr zuvor. Borck konnte die 1:4-Niederlage gegen Ungarn jedoch nicht verhindern, vor allem Imre Schlosser spielte überragend.
Zum 1. Mai 1933 war Borck der NSDAP beigetreten (Mitgliedsnummer 3.028.536).